# Seznam představitelů Jugoslávie
Seznam představitelů Jugoslávie zahrnuje krále Království Srbů, Chorvatů a Slovinců (1918–1929, pak do roku 1945 Království Jugoslávie), prezidenty Jugoslávie (1945–1980), předsedy Předsednictva Socialistické federativní republiky Jugoslávie (1980–1991), prezidenty Svazové republiky Jugoslávie (1992–2003) a prezidenty Státního společenství Srbska a Černé Hory (od roku 2003).

## Nejvyšší představitelé
- Králové Království Srbů, Chorvatů a Slovinců (1918–1929)
  - Petr I. Karađorđević (1918–1921)
  - Alexandr I. Karađorđević (1921–1929)
- Králové Království Jugoslávie (1929–1941)
  - Alexandr I. Karadjordjević (1929–1934)
  - Petr II. Karađorđević (1934–1945), v exilu od 1941
    - Regenti Království Jugoslávie (1934–1941)
      - Pavel Karađorđević (1934–1941)
      - Radenko Stanković (1934–1941)
      - Ivo Perović (1934–1941)

    - Regenti Království Jugoslávie (1945)
      - Srdjan Budisavljević (1945)
      - Dušan Sernec (1945)
      - Ante Mandić (1945)
- Prezidenti Jugoslávie (1945–1980)

- - Ivan Ribar (1945–1953)
  - Josip Broz Tito (1953–1980)
- Předsedové Předsednictva SFRJ (1980–1991)
  - Lazar Koliševski (4. května 1980 – 15. května 1980)
  - Cvijetin Mijatović (15. května 1980 – 15. května 1981)
  - Sergej Kraigher (15. května 1981 – 15. května 1982)
  - Petar Stambolić (15. května 1982 – 15. května 1983)
  - Mika Špiljak (15. května 1983 – 15. května 1984)
  - Veselin Đuranović (15. května 1984 – 15. května 1985)
  - Radovan Vlajković (15. května 1985 – 15. května 1986)
  - Sinan Hasani (15. května 1986 – 15. května 1987)
  - Lazar Mojsov (15. května 1987 – 15. května 1988)
  - Raif Dizdarević (15. května 1988 – 15. května 1989)
  - Janez Drnovšek (15. května 1989 – 15. května 1990)
  - Borisav Jović (15. května 1990 – 15. května 1991)
  - Funkce fakticky neobsazena (15. května 1991 – 7. července 1991)
  - Funkce právně neobsazena (15. května 1991 – 1. července 1991)
    - Sejdo Bajramović (15. května 1991 – 1. července, resp. 7. července 1991), tzv. koordinátor

  - Stjepan Mesić (1. července 1991 – 5. prosince 1991)
    - Branko Kostić (3. října 1991 – 15. června 1992), výkon funkce není v rámci SFRJ uznáván
- Prezidenti Svazové republiky Jugoslávie (1992–2003)
  - Dobrica Ćosić (15. června 1992 – 1. června 1993)
  - Miloš Radulović (1. června 1993 – 25. června 1993), zastupující, jako předseda Komory republik
  - Zoran Lilić (25. června 1993 – 25. června 1997)
  - Srđa Božović (25. června 1997 – 23. července 1997), zastupující
  - Slobodan Milošević (23. července 1997 – 7. října 2000)
  - Vojislav Koštunica (7. října 2000 – 7. března 2003)
- Prezident Státního společenství Srbska a Černé Hory (2003–2006)
  - Svetozar Marović (7. března 2003 – 3. června 2006), na základě Ústavní listiny předsedá Radě ministrů